# Genki Dean
Roderick Genki Dean (jap. ディーン 元気, Dean Genki; * 30. Dezember 1991 in Kōbe) ist ein japanischer Leichtathlet, der sich auf den Speerwurf spezialisiert hat. Seinen größten Erfolg feierte er mit dem Asienmeistertitel im Jahr 2023.

## Sportliche Erfolge
Erste internationale Erfahrungen sammelte Genki Dean im Jahr 2010, als er bei den Juniorenweltmeisterschaften in Moncton mit einer Weite von 76,44 m die Silbermedaille gewann. Im Jahr darauf belegte er bei den Asienmeisterschaften in Kōbe mit 76,20 m den siebten Platz und erreichte anschließend bei der Sommer-Universiade in Shenzhen mit 73,44 m Rang zwölf. 2012 qualifizierte er sich für die Teilnahme an den Olympischen Spielen in London und klassierte sich dort mit einem Wurf auf 79,95 m im Finale auf dem neunten Platz. 2013 wurde er bei den Studentenweltspielen in Kasan mit 78,21 m Fünfter und gewann anschließend bei den Ostasienspielen in Tianjin mit 77,35 m die Bronzemedaille hinter dem Chinesen Zhao Qinggang und Huang Shih-feng aus Taiwan. 
2022 siegte er mit 81,91 m beim Kinami Michitaka Memorial Meet sowie anschließend mit 82,18 m beim Seiko Golden Grand Prix. Im Juli gelangte er bei den Weltmeisterschaften in Eugene mit 80,69 m im Finale auf Rang neun. Im Jahr darauf siegte er mit 77,94 m beim Mikio Oda Memorial Athletics Meet sowie mit 82,03 m beim Seiko Golden Grand Prix. Im Juli gewann er dann bei den Asienmeisterschaften in Bangkok mit 83,15 m die Goldmedaille. Im August schied er bei den Weltmeisterschaften in Budapest mit 79,21 m in der Qualifikationsrunde aus und gewann im Oktober bei den Asienspielen in Hangzhou mit 82,68 m die Bronzemedaille hinter den Indern Neeraj Chopra und Kishore Jena. 2024 verpasste er bei den Olympischen Sommerspielen in Paris mit 82,48 m den Finaleinzug.
In den Jahren 2012, 2022 und 2024 wurde Dean japanischer Meister im Speerwurf.